# Cartwright (Terre-Neuve-et-Labrador)
Pour les articles homonymes, voir Cartwright.
Cartwright est une communauté de pêcheurs située sur la côte de l'océan Atlantique au sud-est du Labrador dans la province de Terre-Neuve-et-Labrador au Canada. Elle a été incorporée en 1956.
La ville comptait 427 habitants en 2016 contre 504 habitants en 2011. La population est en forte baisse depuis une quinzaine d'années.

## Géographie
Cartwright est située sur la côte orientale de l'estuaire de la baie Sandwich sur une presqu'île face à l'île Earl. La localité est tournée vers une anse intérieure abritée des tempêtes et des forts courants de marée passant entre l'île Earl et le continent.
Comme la plupart des paysages le long de la côte est du Labrador, les pentes stériles et rocheuses sont fouettées par le courant glacial du Labrador. Le climat subarctique de la côte sud du Labrador offre généralement un climat d'été agréable et frais, qui est bientôt remplacé par une saison hivernale couverte de neige et de glace. Cet environnement hostile, avec quelques exceptions mineures, nourrit un écosystème boréal rustique. Les forêts collectives d'épinette noire, d'épinette blanche et de sapin baumier sont confinées aux vallées intérieures et aux berges où la géographie offre une protection douce contre les éléments. Pourtant, la côte rocheuse et sableuse de la côte du Labrador ressemble fortement à un biome de la toundra arctique.

### Climat
Cartwright a un climat subarctique avec des hivers très neigeux et des étés courts et doux. En raison de sa situation maritime, les hivers sont toutefois un peu plus doux que sur la majeure partie de la péninsule du Labrador, mais la hauteur de neige liée à la dépression d'Islande, qui fait circuler de l'air froid et humide autour de la région, est extrême. La hauteur moyenne de neige est de 1,6 mètre au pic au début du mois de mars, et a atteint un record de 3,51 mètres le 7 avril 2003.
La neige est généralement complètement fondue au début de juin et de retour à la mi-octobre. Contrairement à la majeure partie du Labrador, il n'y a pas de pergélisol en raison de l'isolation de la couverture neigeuse profonde, bien que la température moyenne annuelle soit de 0,0 ℃.
| Mois                                  | jan.       | fév.       | mars       | avril      | mai      | juin      | jui.      | août      | sep.    | oct.       | nov.       | déc.       | année      |
| ------------------------------------- | ---------- | ---------- | ---------- | ---------- | -------- | --------- | --------- | --------- | ------- | ---------- | ---------- | ---------- | ---------- |
| Température minimale moyenne (°C)     | −18,9      | −18,5      | −13,8      | −6,1       | −1,1     | 3,4       | 6,8       | 7,4       | 4,6     | 0,5        | −4,9       | −12,6      | −4,4       |
| Température moyenne (°C)              | −14,3      | −13,5      | −8,7       | −1,8       | 3,3      | 8,6       | 12,3      | 12,7      | 9       | 3,7        | −2         | −8,8       | 0          |
| Température maximale moyenne (°C)     | −9,5       | −8,5       | −3,6       | 2,4        | 7,7      | 13,8      | 17,8      | 18        | 13,3    | 6,8        | 1          | −5         | 4,5        |
| Record de froid (°C) date du record   | −37,8 1935 | −34,5 1994 | −32,2 1948 | −25,6 1954 | −15 1949 | −5,6 1935 | −1,7 1955 | −0,6 1952 | −5 1975 | −11,7 1965 | −21,1 1936 | −33,9 1951 | −37,8 1935 |
| Record de chaleur (°C) date du record | 11,8 1996  | 11,7 1970  | 16,4 1999  | 18,2 1979  | 30 1950  | 35,3 1989 | 36,1 1952 | 33 2000   | 30 2002 | 23,3 1937  | 19,7 2008  | 13,3 1950  | 36,1 1952  |
| Ensoleillement (h)                    | 85,3       | 116        | 122,2      | 138        | 164,2    | 163,5     | 186,9     | 192,5     | 116,3   | 93,2       | 70,4       | 64,8       | 1 513,2    |
| Précipitations (mm)                   | 86,4       | 90,7       | 92,1       | 75,1       | 68,2     | 98,7      | 100,8     | 94,1      | 89,4    | 101,5      | 84,7       | 92         | 1 073,5    |
| dont neige (cm)                       | 83,7       | 82,2       | 80,7       | 54,4       | 20,5     | 3         | 0         | 0         | 0,8     | 12,7       | 48         | 76         | 462        |
| Nombre de jours avec précipitations   | 16,1       | 14,5       | 16,2       | 14,2       | 16,3     | 17,7      | 19        | 17,5      | 17,2    | 18         | 15,9       | 17         | 199,7      |
| Nombre de jours avec neige            | 15,8       | 13,7       | 14,9       | 11,1       | 6,8      | 1,2       | 0         | 0         | 0,3     | 4,6        | 11,2       | 15,1       | 94,7       |

| Diagramme climatique                                  |               |               |             |             |             |              |           |             |             |           |           |
| J                                                     | F             | M             | A           | M           | J           | J            | A         | S           | O           | N         | D         |
| −9,5−18,986,4                                         | −8,5−18,590,7 | −3,6−13,892,1 | 2,4−6,175,1 | 7,7−1,168,2 | 13,83,498,7 | 17,86,8100,8 | 187,494,1 | 13,34,689,4 | 6,80,5101,5 | 1−4,984,7 | −5−12,692 |
| Moyennes : • Temp. maxi et mini °C • Précipitation mm |               |               |             |             |             |              |           |             |             |           |           |

## Histoire
Dès le début du XVIIIe siècle, la proximité de bonnes zones de pêche et des routes de migration des phoques ont fait de la côte du Labrador un lieu de prédilection pour la pêche migratoire des Européens et des familles Inuites habitant la côte sud du Labrador.
Les Anglais prirent le contrôle de la côte du Labrador en 1763 à l'issue de la guerre de Sept Ans. Cela amena un flot de pêcheurs et de baleiniers européens à s'installer sur la côte du Labrador.
Cartwright fut établie depuis 1775 lorsque le capitaine britannique George Cartwright s'y est installé et a établi une entreprise de commerce du poisson et de la fourrure. Onze ans plus tard, il quitta le Labrador et y conserva un intérêt commercial jusqu'à ce qu'il soit vendu à Hunt et Henley en 1815. Il fut à nouveau vendu en 1873 à la Compagnie de la Baie d'Hudson.
Le village continua à se développer sous l'impulsion de la Compagnie de la Baie d'Hudson et d'autres entreprises de commerce et de coupe du bois qui s'établirent à Cartwright et dans les alentours. Des pêcheurs indépendants s'y installent pour pouvoir profiter des services offerts, notamment les services médicaux dispensés par un hôpital de l'International Grenfell Association (en).
Aujourd'hui, Cartwright est un centre de services local doté d'installations médicales, d'une piste d'atterrissage, d'une importante usine de transformation du poisson et d'autres entreprises.
Depuis 2002, Cartwright est reliée par la route 516, une section de la Translabradorienne, à Blanc-Sablon au Québec, où il y a un traversier à destination de Terre-Neuve. Depuis décembre 2009, la liaison entre Cartwright et Happy Valley-Goose Bay, au Labrador, a été complétée et ouverte au public.

## Économie
L'Union des pêcheurs du Labrador (Labrador Fishermen's Union Shrimp Company) exploite une usine de production de crabes des neiges et de buccins. L'usine emploie de 100 à 150 personnes.